# Hibiscus henningsianus
Hibiscus henningsianus är en malvaväxtart som beskrevs av Gürke. Hibiscus henningsianus ingår i Hibiskussläktet som ingår i familjen malvaväxter. Inga underarter finns listade i Catalogue of Life.